# Liste der Kulturgüter in Granges (Veveyse)
Die Liste der Kulturgüter in Granges (Veveyse) enthält alle Objekte in der Gemeinde Granges (Veveyse) im Kanton Freiburg, die gemäss der Haager Konvention zum Schutz von Kulturgut bei bewaffneten Konflikten, dem Bundesgesetz vom 20. Juni 2014 über den Schutz der Kulturgüter bei bewaffneten Konflikten sowie der Verordnung vom 29. Oktober 2014 über den Schutz der Kulturgüter bei bewaffneten Konflikten unter Schutz stehen.
Objekte der Kategorie A sind im Gemeindegebiet nicht ausgewiesen, Objekte der Kategorie B sind vollständig in der Liste enthalten, Objekte der Kategorie C fehlen zurzeit (Stand: 1. Januar 2023).

## Kulturgüter
| Foto |                                                                 | Objekt                                                        | Kat. | Typ | Standort                                 | Beschreibung |
| ---- | --------------------------------------------------------------- | ------------------------------------------------------------- | ---- | --- | ---------------------------------------- | ------------ |
| ja   | Datei hochladen · Wikidata zu Kapelle Saint-Nicolas (Q29694924) | Kapelle Saint-Nicolas / Chapelle Saint-Nicolas KGS-Nr.: 13196 | B    | G   | Chemin de la Chapelle 11 553392 / 152778 |              |